# Goiatuba Esporte Clube
Goiatuba Esporte Clube é um clube brasileiro de futebol fundado no dia 5 de maio de 1970, na cidade de Goiatuba, no estado de Goiás.
Sagrou-se campeão da primeira divisão do Campeonato Goiano no ano de 1992, sendo o terceiro clube do interior a conquistar um título da elite estadual, após um jejum de 25 anos sem títulos de clubes do interior.
Hoje, o seleto grupo de campeões goianos do interior contam com 5 clubes incluindo o Goiatuba EC: Anápolis FC (1965), CRAC (1967 e 2004), Itumbiara EC (2008) e Grêmio Anápolis (2021).

## História
- O Goiatuba Esporte Clube é um clube de futebol da cidade com mesmo nome situado no estado de Goiás. Fundado no dia 5 de maio de 1970, é conhecido como Fantasma, Demônios de Gelo e Azulão (principal) e tem como principais títulos o Campeonato Goiano de 1992, quatro títulos da Segunda Divisão do Campeonato Goiano (1984, 1997, 2021 e 2023), um título da Terceira Divisão do Campeonato Goiano e uma Copa Goiás de 1993.
- O clube foi fundado em 1970 por um grupo de desportistas da cidade com o intuito de representar a cidade em competições estaduais. O nome foi escolhido para ter maior identidade com a cidade e na reunião além de se decidir a direção do clube também se decidiu o mascote, no caso o pássaro azulão. A sua primeira partida como time profissional foi vencendo o extinto América de Morrinhos por 1 x 0, porém em janeiro de 1970 o clube tinha jogado uma partida antes de se tornar realmente um clube de futebol contra o JK de Morrinhos por 2 x 2 na inauguração do estádio Divino Garcia Rosa.
- Ainda no ano de 1970, participou de um torneio, conquistando seu primeiro título e troféu, vencendo a 3ª Taça Vale do Paranaíba, enfrentando as seguintes equipes: Bom Jesus, Triângulo de Monte Alegre (MG), Centralina (MG), Grêmio Buriti Alegre, Vasco de Tupaciguara (MG) e o Itumbiara, tendo sido campeão com 18 pontos e com o artilheiro Esqueleti marcando 14 gols.
- No ano de 1971 a Federação Goiana de Futebol promoveu um torneio entre o Azulão, América de Morrinhos e o Itumbiara, sendo que o vencedor ganharia o direito de participar do estadual. O Azulão foi aguerrido, sendo que o Goiatuba venceu 2 vezes o América e venceu uma vez o Itumbiara fora de casa, já o adversário venceu as 2 contra o América e perdeu para o Goiatuba. A decisão foi em Goiatuba com mais de 10 mil torcedores no estádio, mas a torcida não foi suficiente, pois o Itumbiara abriu 2 x 0, mas o time da casa mostrou imponência e fez gols aos 43 e aos 45 do segundo tempo com gols de Eduardo e Tino, respectivamente, e se sagrou campeão do torneio seletivo.
- O primeiro jogo do Goiatuba no Goianão foi vencendo o Goianésia por 1 x 0 no Divino Garcia Rosa. No ano de 1971 o clube ficou na lanterna do torneio, mas ao menos Sagrou-se Bicampeão da Copa Vale do Parnaíba ao vencer o Centralina de Minas. Em 1972 o clube assustou os times no estadual ao ficar em sétimo, além de derrubar o Atlético-GO na final do Torneio Sul Goiano.
- 1973 não sai da cabeça do torcedor azulino, quando o time ficou em 3° lugar no estadual, venceu o Quito Colobata em seu primeiro amistoso internacional por 3 x 0, além de aplicar a maior goleada de sua história: 15 x 1 sobre o Miguelópolis.
- No ano de 1974 além de fazer uma campanha bem aquém do esperado no estadual, recebeu uma sonora goleada do Flamengo, quando o time da Gávea venceu por 6 x 2 o time goiano com direito ao primeiro gol de falta da história do Zico. Nos anos de 76 e 77 ficou em penúltimo no estadual.
- Em 1981 participou pela primeira vez de uma competição nacional, a Taça de Bronze, porém o Azulão foi eliminado na primeira fase pelo Itumbiara. No mesmo ano aplicou 9 x 1 no Monte Cristo. Se falamos aqui das goleadas aplicadas pelo Azulão, em 1982 o time também sofreu algumas goleadas históricas, como a de 9 x 2 para o Vila Nova e 8 x 2 em amistoso contra o Comercial de Ribeirão Preto, sendo que no Goianão acabou sendo rebaixado pela 1ª vez.
- Em 1984 foi campeão da Segundona de Goiás, retornando à elite no ano seguinte, quando ficou em oitavo lugar. Em 1987 participou do Torneio Octávio Pinto Guimarães, onde ficou com o vice campeonato.
- Em 1987, a pedido da diretoria vigente na época no Goiatuba Esporte Clube, o escritor "Ceará" (Pseudônimo de Airton Lima) compôs o Hino oficial do Goiatuba Esporte Clube, que até hoje é utilizado pela instituição e toca nos jogos do Azulão no estádio Divino Garcia Rosa. Na época, foi gravado em gravação particular na cidade de Goiânia e posteriormente lançado na cidade de Goiatuba, em lojas especializadas na venda de discos na cidade.
- Em 1988 teve de disputar mais uma vez um seletivo para disputar a elite, dessa vez contra Jataiense e o CRAC, onde se sagrou campeão. No mesmo ano surpreendeu e conseguiu novamente o terceiro lugar no campeonato, além de ter o artilheiro da competição, o atacante Bill com 13 gols. No ano seguinte e em 1990 ficou em quarto lugar, sendo que no segundo ano Pirata foi artilheiro do estadual com 12 gols pelo clube azulino.
- O melhor ano da história do Azulão foi em 1992, quando foi comandado pelo falecido ex-jogador e técnico Orlando Lelé, o goleiro Marolla e a base do time de anos anteriores. Na fase final o Goiatuba venceu todos os seus jogos, sendo campeão na penúltima rodada em Goiânia contra o Vila Nova, vencendo o Colorado por 2 x 0. O centroavante Pirata marcou 16, seguido do zagueiro Bilzão com 14 gols.
- Em 1993 disputou a Copa do Brasil, mas foi eliminado logo de cara pelo Ceará. Já no estadual ficou em quinto e com o artilheiro da competição, Lenílson com 21 gols. Além disso garantiu vaga na Série B Nacional pela seletiva.
- O time permaneceu bem até 1995, quando o presidente Saburo Hayasaki, o "Buró", renunciou ao cargo, e em 1996 foi rebaixado no estadual na última colocação. Na Série B com um elenco caro, o time estava escapando do rebaixamento, isto até o Ceará fazer um gol na Tuna Luso aos 47 do segundo tempo, e rebaixar a equipe goiana.
- Em 1997, devido ao Caso Ivens Mendes, o Goiatuba não foi rebaixado para a Série C, e continuou na Segundona, porém com um elenco fraco e administração fraca, o clube acabou novamente rebaixado na Série B do Brasileiro fazendo uma campanha medíocre na qual só conseguiu 2 pontos em 8 jogos possíveis, esta foi a última participação do time goiano na Série B, mas ao menos sendo campeão da divisão inferior de Goiás.
- Curiosamente, diferente de Moto Clube e Mogi Mirim que também foram rebaixados em 1997, o Goiatuba não chegou a jogar a Série C de 1998 (assim como Central e Sergipe - outros rebaixados) por razões desconhecidas. O time só retornou as competições nacionais em 2003, quando fez uma campanha muito fraca na Série C, ficando apenas em 89º de 93 equipes. Neste período o Goiatuba chegou até a ser rebaixado novamente a segunda divisão do Campeonato Goiano, mas, com retorno imediato a elite do futebol goiano.
- Em 2005, por pouco não alcançou uma vaga para Série C.
- Em 2006, o clube voltou a ser rebaixado no campeonato estadual.
- Em 2007, fez uma campanha abaixo do esperado, ficando apenas na 6ª colocação.
- Em 2008, foi rebaixado para a Terceira Divisão do campeonato goiano para a tristeza de sua grande torcida, levando na sua última partida 6 x 0 para a Aparecidense.
- Em 2009, se licenciou, retornando as atividades em 2010 tentando retornar ao segundo escalão goiano, dando amostras que iria conseguir o seu objetivo juntamente com a nova equipe da cidade, a Associação Atlética Goiatuba, mas o clube perdeu justamente no jogo final e perdeu a vaga.
- Entre os anos de 2011 e 2018 o clube esteve sem atividades.
- Em 2019, com uma nova diretoria, apoio da prefeitura e da sua torcida apaixonada, iniciaram as regularizações das dívidas do clube e retornou com o time nas disputas campeonatos profissionais, disputando o Campeonato Goiano da Terceira Divisão fazendo a melhor campanha da história da competição com 100% de aproveitando, vencendo todos os 11 jogos marcando 38 gols e sofrendo apenas 6 gols em toda a competição.
- Em 2020, devido a pandemia do corona vírus não disputou o campeonato goiano da divisão de acesso, retornando no ano seguinte.
- Em 2021, retorna a elite goiana após 15 anos ausentes, após fazer uma brilhante campanha, somando 22 pontos em 10 jogos, e subindo junto com a equipe do Morrinhos.
- Em 2022, a equipe retorna a primeira divisão do estado mas faz uma campanha decepcionante, conseguindo apenas uma vitória sobre o Atlético, que viria a ser campeão do campeonato, em pleno estádio Antônio Accioly pelo placar de 2x1, além de três empates culminando assim novamente no rebaixamento da equipe para a Divisão de Acesso do Campeonato Goiano de 2023.[3]
- Em 2023, a diretoria reestrutura o time e a equipe faz um bom campeonato sofrendo apenas duas derrotas em 14 jogos, sagrando-se novamente campeão antecipado da Divisão de Acesso na penúltima rodada após um empate em 2x2 fora de casa contra a equipe do Santa Helena.

## Clássico
O principal clássico do Goiatuba Esporte Clube é contra o Itumbiara Esporte Clube, onde fazem o clássico do Sul de Goiás. Em âmbito municipal o Goiatuba teve como rival o seu quase homônimo Associação Atlética Goiatuba, as duas equipes se duelaram em duas ocasiões, ambas pela Terceira Divisão Goiana de 2010, a primeira partida o Goiatuba conseguiu vencer a partida por 1x0 e a outra partida deu um empate de 1x1, naquela mesma edição a Associação Atlética conseguiria o título do campeonato.

## Estádio
O Estádio Divino Garcia Rosa, ou "Divinão", como é popularmente conhecido, é um estádio de futebol localizado no município de Goiatuba, no estado de Goiás. Possui capacidade para 15.000 pessoas e pertence à Prefeitura Municipal de Goiatuba. É utilizado pela equipe da cidade em campeonatos profissionais e no campeonato municipal de futebol amador.

## Títulos

### Futebol profissional
| Estaduais         | Estaduais                             | Estaduais | Estaduais               |
|                   | Competição                            | Títulos   | Temporadas              |
| ----------------- | ------------------------------------- | --------- | ----------------------- |
|                   | Campeonato Goiano                     | 1         | 1992                    |
|                   | Campeonato Goiano - Divisão de Acesso | 4         | 1984, 1997, 2021 e 2023 |
|                   | Campeonato Goiano - Terceira Divisão  | 1         | 2019                    |
|                   | Copa Goiás                            | 1         | 1993                    |
|                   | Torneio Incentivo                     | 1         | 1979                    |
|                   | Copa Íris Rezende Machado             | 1         | 1993                    |
|                   | Copa Sul-Goiana                       | 1         | 1972                    |
| Outras conquistas |                                       |           |                         |
|                   | Competição                            | Títulos   | Temporadas              |
|                   | Troféu Jossivani de Oliveira          | 1         | 1988                    |
|                   | Torneio Hélio Junqueira               | 1         | 1987                    |
|                   | Seletiva do Campeonato Goiano         | 1         | 1988                    |

### Campanhas de destaque
- Campeonato Goiano: 3º lugar em 1973, 1988 e 1994
- Copa do Brasil: 1º Fase em 1993

## Estatísticas

### Participações
|  | Participações em 2025 |

| Competição | Competição        | Temporadas | Melhor campanha     | Estreia | Última | P | R |
| Goiás      | Campeonato Goiano | 34         | Campeão (1992)      | 1971    | 2025   |   | 4 |
| Goiás      | 2ª Divisão        | 10         | Campeão (4 vezes)   | 1982    | 2023   | 4 | 1 |
| Goiás      | 3ª Divisão        | 2          | Campeão (2019)      | 2010    | 2019   | 1 |   |
| Brasil     | Série B           | 5          | 11º colocado (1995) | 1989    | 1997   | – | 2 |
| Brasil     | Série C           | 2          | 9º colocado (1993)  | 1993    | 2003   | 1 | – |
| Brasil     | Série D           | 1          | Estreia (2025)      | 2025    | 2025   | – |   |
| Brasil     | Copa do Brasil    | 1          | 1ª fase (1993)      | 1993    | 1993   |   |   |